# Carrer de la Plebania (Montblanc)
Carrer de la Plebania és una obra de Montblanc (Conca de Barberà) inclosa a l'Inventari del Patrimoni Arquitectònic de Catalunya.

## Descripció
El carrer de la Plebania conserva en part el seu aspecte original, amb dos arcs d'ogiva que uneixen les façanes. Aquest carrer, situat dins del que fou el primer nucli de la vila, rep el nom de l'edifici construït al costat de l'absis de Sta. Maria entre 1549 i 1552. Els arcs servien originàriament per sostenir una construcció que unia els edificis avui separats.